# Église Notre-Dame de Burcy
Pour les articles homonymes, voir Église Notre-Dame.
L'église Notre-Dame est une église catholique située à Burcy, en France. Datant du XIVe siècle, elle classée monument historique.

## Localisation
L'église est située dans le département français du Calvados, dans le bourg de Burcy.

## Historique
Cette église est construite au XIVe siècle. Elle est placée sous le vocable de Notre-Dame.
L'édifice est classé au titre des monuments historiques depuis le 2 juin 1921.

## Mobilier

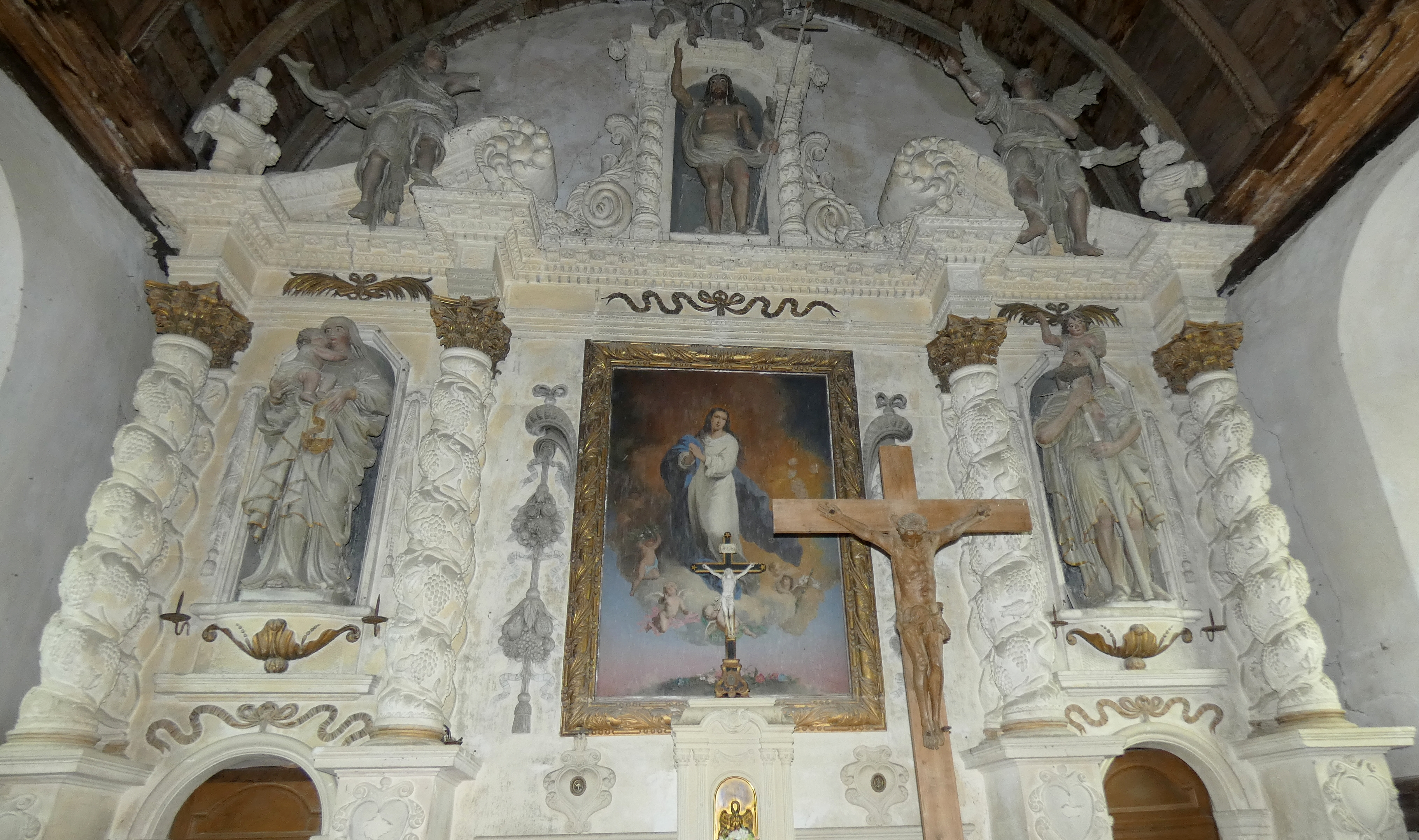
Le retable du maitre-autel.
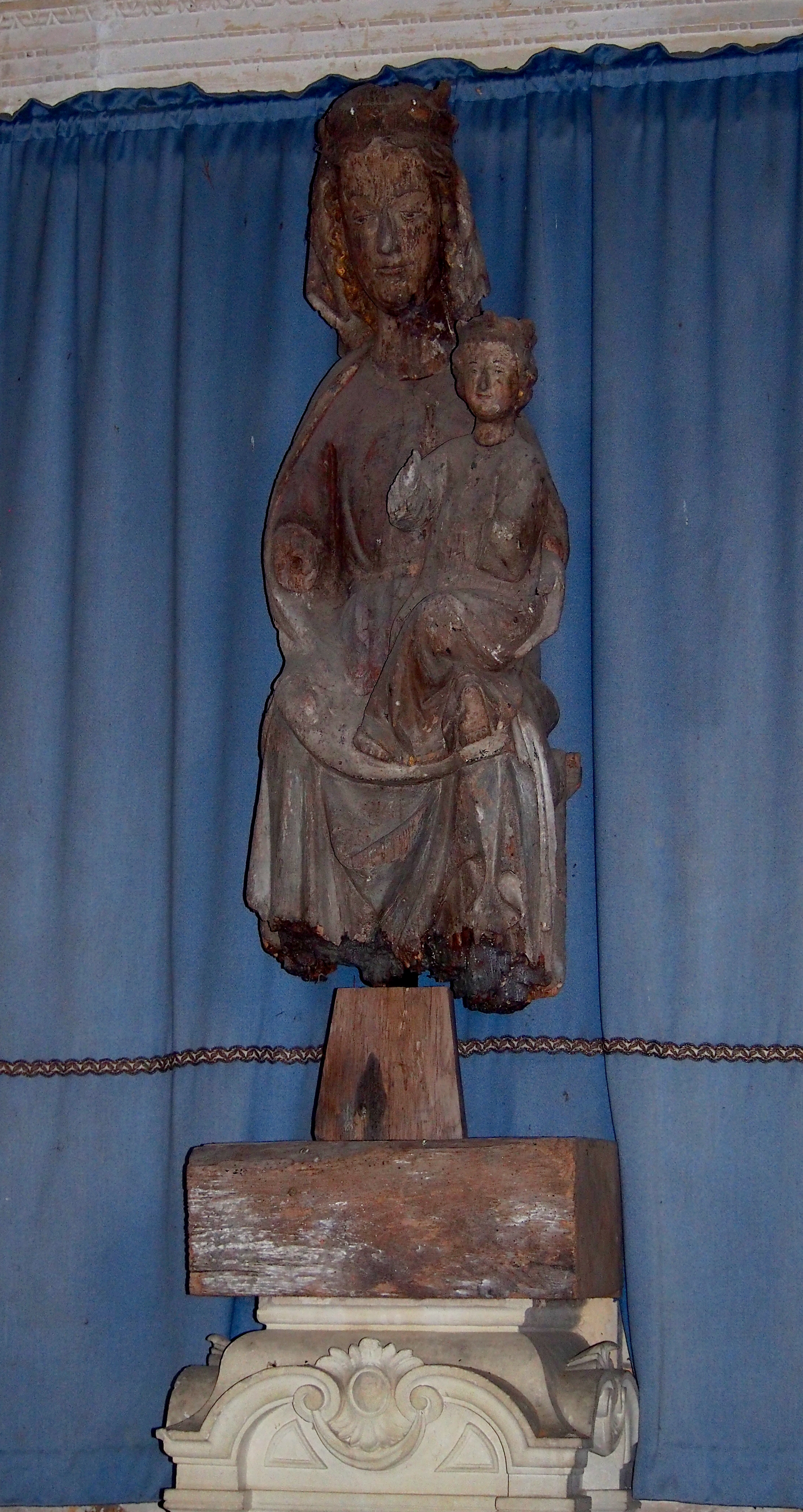
Vierge à l'Enfant.

## Site Natura 2000
Les combles de l'église abritent une importante colonie de grands murins (Myotis myotis), présence justifiant l'inscription des lieux comme Site d'Importance communautaire Natura 2000.